# Isca sullo Ionio
Isca sullo Ionio (en calabrès Jìsca) és un municipi italià, situat a la regió de Calàbria i a la província de Catanzaro. Ocupa una superfície de 23,56 quilòmetre quadrat i tenia 1,441 habitants a l'1 gener 2023.

## Demografia
| 1r gener 2017 | 1r gener 2018 | 1r gener 2023 |
| 1.648         | 1.603         | 1.441         |

## Administració
| Dates mandat | Nom de l'alcalde/ssa | Causa finalització |
| ------------ | -------------------- | ------------------ |